# Wielka encyklopedia powszechna ilustrowana
Wielka encyklopedia powszechna ilustrowana (WEPI) – polska encyklopedia powszechna wydawana przez Saturnina Sikorskiego w latach 1890–1914 w Warszawie; największa polska encyklopedia powszechna, nieukończona (wydano 55 tomów, do hasła Patroklos).

## Historia
Wielka encyklopedia powszechna ilustrowana została zainicjowana w 1889 przez warszawskich wydawców Franciszka Juliusza Granowskiego i Saturnina Józefa Sikorskiego. Pierwszy tom encyklopedii, zaplanowanej na 80 tomów po ok. 500 stron każdy, wyszedł w 1890 r. Wydawnictwo zostało przerwane przez wybuch I wojny światowej; do 1914 r. wyszło 55 tomów, do hasła Patroklos. We wstępie do encyklopedii zacytowano fragmenty instrukcji dla współpracowników, zgodnie z którą: „wszystkie artykuły mają być trzymane w charakterze sprawozdawczym, tak aby się w nich odbijał stan współczesnej nauki i zaznaczały ostateczne wyniki badań specjalnych. Na badania i teorie lub hipotezy samodzielne autora nie ma w nich miejsca. Wykład ma być wyczerpujący lub możliwie najtreściwszy, bez dyskusji, polemik i krytycznych rozstrząsań”.
Wśród redaktorów i autorów haseł byli intelektualiści i naukowcy polscu przełomu wieków XIX i XX. Na czele redakcji stanął Antoni Pietkiewicz, później jego miejsce zajęli Ludwik Krzywicki i Mieczysław Rulikowski. Sekretarzem redakcji został Stanisław Krzemiński. Autorami haseł byli m.in.: Piotr Chmielowski, Samuel Dickstein, Karol Estreicher, Tadeusz Korzon, Jan Karłowicz, Władysław Konopczyński, Adam Antoni Kryński, Józef Peszke, Antoni Okolski czy Żelisław Grotowski.
Inicjatywa wydania WEPI spotkała się z przychylnością. Na początku dzieło zaprenumerowało 20 tysięcy osób i instytucji. Z biegiem lat prenumeratorów ubywało, a wydawnictwo znalazło się w finansowych kłopotach. Wydawanie dzieła od Granowskiego i Sikorskiego przejął komitet redakcyjny. Encyklopedia, która miała wychodzić w cotygodniowych zeszytach, wydawana była nieregularnie. Zbytnia obszerność artykułów groziła, że dzieło przekroczy zaplanowaną liczbę tomów. W 1906 r. redakcja podjęła decyzję o zmniejszeniu objętości haseł i zmniejszeniu liczby ilustracji. Aby ukończyć publikację, postanowiono wydawać encyklopedię równocześnie w dwóch seriach – w 1903 r., gdy edycja doszła do litery J, zaczęto wydawać równocześnie tomy z hasłami od litery N.
Po odzyskaniu przez Polskę niepodległości planowano wznowić publikację. Zrezygnowano z tych planów, gdy okazało się, że niesprzedane przed wojną egzemplarze dotychczas wydanych tomów trafiły na makulaturę.
WEPI nadal zachowuje swoją wartość, szczególnie w przypadku biografii osób związanych z Polską.

## Zawartość wydawnictwa
Wydano 55 tomów, T. 1-2 (A – Ammophila), T. 3-4 (Ammophila-Armenini), T. 5-6 (Armeńska-Barthold), 7-8 (Bartholdi-Boffalora), 9-10 (Bóg-Canizares), T. 11-12 (Cankow Dragan-Chomik), T. 13-14 (Cieszyn-Damboza), T. 15-16 (Dambrowski – Drogi), T. 17-18 (Drogi bite – Ekliptyczne spółrzędne), T. 19-20 (Ekliptyka – Falklirk), T. 21-22 (Falkland – Franchomme), T. 23-24 (Franciszek – Geometrya), T. 25-26 (Giersz – Gruziński), T. 27-28 (Grzyby – Hilchen), T. 29-30 (Hirschberg – Instrumenty muzyczne), T. 31-32 (Instygator – Joel Manuel), T. 33-34 (Joerg – Karyszew), T. 35-36 (Karzeł – Kolberg), T. 37-38 (Kolberg Oskar – Kororofa), T. 39-40 (Körös – Królestwo Polskie), T. 43-44 (Latham – Łekno), T. 45-46 (Łekno – Miedzi ortęć), T. 49-50 (N – Nikator), T. 51-52 (Nike – Oko), T. 53-54 (Oko świata – Ożwia i dopełnienia na literę O),